# Amy Sequenzia
Amy Sequenzia   () és una estatunidenca autista no-verbal i amb discapacitat múltiple. Activista pels drets de les persones amb discapacitat, pels drets civils i pels drets humans, també té epilèpsia, paràlisi cerebral, dispràxia i insomni.
Sequenzia és coeditora del llibre Typed Words, Loud Voices, dedicat a la comunicació millorada i alternativa. Col·labora sovint a l'Autism Women's Network (xarxa de dones autistes) i a Ollibean.com. També és membre de la junta d'administració de l'Autistic Self Advocacy Network (Xarxa d'autodefensa dels autistes) i de la Florida Alliance for Assistive Services and Technology (Aliança de Florida per als serveis d'assistència i tecnologia).
Ella escriu poesia. Ha participat en diverses conferències als Estats Units d'Amèrica i altres països, inclosa Reclaiming our Bodies and Minds (Recuperant nostres cossos i ments) a la Universitat Ryerson de Toronto.

## Drets de les persones amb discapacitat i activisme en l'autisme
Sequenzia participa en els moviments autistes de drets humans i neurodiversitat. Critica el model mèdic de l'autisme. Sequenzia s'oposa als intents de curar l'autisme, creient que l'autisme és una part inseparable de la persona i de la seva personalitat. Està a favor de qualsevol mètode escollit per una persona amb discapacitat per a la seva comunicació i ella mateixa utilitza especialment la comunicació facilitada.
Dona suport a la investigació per curar l'epilèpsia.
Sequenzia no utilitza l'expressió «amb autisme» (destinada a posar el diagnòstic en segon lloc). Va manifestar-se en contra d'utilitzar el concepte d'«autisme de baix nivell» o «autisme deficient». Sequenzia creu que jutjar les persones pel que «no poden fer» fa que altres jutgin les persones amb autisme de manera injusta i negativa.